# Стафордски бул теријер

## Карактер
Стафордски бул теријер је храбар пас, веома интелигентан и снажан. Све то заједно у комбинацији са великом љубави према човеку, нарочито деци, и његова психичка стабилност чини га једним од најсвестранијих паса. Веома погодан за стан.

## Изглед
Стафордски бул теријер мора одавати утисак велике снаге у односу на своју величину. То је добро грађен пас, мишићав али окретан и грациозан.
Глава код овог пса је 
кратка, широка, мишићи на образима веома изражени, стоп веома изражен, кратак вилични део. 
Уши су кратке, у виду полуруже или полудигнуте. Уши које слободно падају и сасвим шпицасте уши се кажњавају.
Очи су
тамне боје, округле и средње величине. Најпожељније очи код овог пса су црне. 
Њушка је
средње дужине, заобљена у горњем делу и нагло се скупља испод очију. Вилице добро истакнуте, доња је јака и чврста. Усне су чврсте и добро прилежуће, без делова који висе. Горњи секутићи су у уском додиру са предњом страном доњих секутића (маказасто зубало). Њушка је апсолутно црна.
Врат је 
мишићав, кратак, постепено се спушта ка раменима. 
Тело је
Кратко, снажно, са равним леђима. Грудни кош дубок и широк са лепо сведеним ребрима. Стомак умерено прикупљен.
Реп
средње дужине и ниско усађен.
Шапе су јаке, средње величине.
Длака је кратка, густа, чврста при додиру и сјајна.
Дозвољене боје код овог пса су
црвена, бледожута, бела, црна, плава или било која помешана са белом.
Пожељна висина је од 35 cm до 40 cm. Тежина код мужјака око 17 kg, код женке око 15 kg.
Кажњава се депигментација њушке, светле очи или капци без пигмента, сувише дуг или неправилно ношен реп, предгриз или подгриз. Шпицасте или савијене уши. Мужјак мора имати оба тестиса.

## Историја настанка расе
Настанак Стафордског бул теријера се везује за период 19. века, када су љубитељи булдога, подстакнути популарношћу борби паса, одлучили да створе расу која би била прави пас за борбе. Укрштајући расе које су важиле за најиздржљивије, најотпорније, и пре свега најјаче, створен је пас снаге булдогa али мање величине, што му је омогућавало већу окретност и брзину. Назвали су га бул и теријер (bull and terrier). Нова раса је тежила између 20-25 kg и била је директна претеча данашњег Стафордског бул теријера и користио се углавном за борбе паса.

1935. Стафордски бул теријер је признат од одгајивачког клуба у Енглеској. А пошто су борбе паса већ одавно постале илегалне, овај пас се користио као кућни љубимац и као изложбени пас.
Претпоставља се да су око 1880. године ови пси донесени у Америку, где је укрштањем више линија створен тежи и виши пас данас познатији као Амерички стафордски теријер.
Отуд и веома велика сличност између ове две расе.